# ラルス・フェルトワイク
ラルス・フェルトワイク（オランダ語: Lars Veldwijk、1991年8月21日 - ）は、南アフリカ共和国とオランダのサッカー選手。Kリーグ1・水原FC所属。南アフリカ共和国代表。ポジションはFW。
Kリーグ時代の登録名はラース（ハングル: 라스）。

## クラブ歴
2011年にエールステ・ディヴィジのFCフォレンダムでトップチームの試合に出場し選手となった。
同年エールディヴィジのFCユトレヒトに完全移籍。
翌シーズンはエールステ・ディヴィジのFCドルトレヒトに期限付き移籍した。
2013-14シーズンはエールステ・ディヴィジのSBVエクセルシオールに完全移籍、リーグで38試合30得点、合計で45試合35得点と大活躍を見せ、リーグ得点王に輝いた。
2014年6月12日にフットボールリーグ・チャンピオンシップのノッティンガム・フォレストFCに50万ポンドに加えて最大50万ポンドの出来高の移籍金で完全移籍。8月16日の試合でマッティ・フライアットに代えて後半アディショナルタイムに投入されイングランド初出場を果たした。同月26日にはEFLカップで移籍後初となるスターティングメンバーに選出された。
2015-16シーズンはエールディヴィジのPECズヴォレに期限付き移籍、リーグ33試合14得点と結果を残した。
その後ノッティンガム・フォレストに復帰したが、2016年8月23日にEFLカップで得点を決めたのがノッティンガム・フォレストでの唯一の得点となり活躍は出来なかった。
2016年8月31日にベルギー・ファースト・ディビジョンAのKVコルトレイクに完全移籍。
2017年3月31日にエリテセリエンのオーレスンFKに買取オプションつきの期限付き移籍。
同年7月にエールディヴィジのFCフローニンゲンに完全移籍した。
2018-19シーズンはエールステ・ディヴィジのスパルタ・ロッテルダムに完全移籍。リーグで36試合24得点を記録し、エールディヴィジ昇格に貢献した。
2020年1月15日、南アフリカ共和国のクラブとの交渉も行った中で、Kリーグ1の全北現代モータースに完全移籍 。3月に行われたAFCチャンピオンズリーグ2020・シドニーFC戦で移籍後初出場を記録したが、リーグ戦での初出場は新型コロナウイルス感染症の世界的流行の影響を受けて5月にずれ込んだ。膝を軽く負傷したのもあって初出場は93分に途中投入という形であったが、2週間後にはスターティングメンバーに名を連ねた。
2020年7月17日にKリーグ2の水原FCに完全移籍。クラブのKリーグ1昇格に貢献。2021年8月30日、水原との契約を1年延長した。
2023年8月7日午前、フェルトワイクは江南区新沙洞で飲酒運転をしたとして警察に摘発された。当時の血中アルコール濃度は免許取消値となる0.08%以上で確認された。同日午後、水原FCは公式チャンネルで謝罪するとともに韓国プロサッカー連盟とは別に内部懲戒を課す方針を表明した。8月10日、韓国プロサッカー連盟は第10回賞罰委員会を開き、フェルトワイクに対し15試合の出場停止と制裁金400万ウォンの懲戒処分を決定した。この時点でKリーグ1の残り試合はファイナルラウンドを含めて13試合しかないためシーズン中の復帰は不可能となった。

## 代表歴
オランダ生まれオランダ育ちであるが、父方の系譜から南アフリカ共和国代表として出場する権利を持っている。2016年10月に2018 FIFAワールドカップ・アフリカ3次予選・セネガル代表戦のメンバーとして代表初招集を受け、翌月のモザンビーク代表との親善試合で代表初出場を果たした。この1試合に出場したのみで暫く代表から離れたが、アフリカネイションズカップ2019のメンバーに選出され、5試合に途中出場した.。

## 私生活
妻のモニカ・ヘウゼはYoutuberでテレビ番組にも多数出演している。